# Falciot coll-roig
El falciot coll-roig (Streptoprocne rutila) és una espècie d'ocell de la família dels apòdids (Apodidae) que habita boscos i zones obertes, criant a penya-segats des de l'oest de Mèxic a través d'Amèrica Central fins a Panamà, i a Colòmbia, Veneçuela, Trinitat, nord-oest i est del Perú, est de l'Equador i nord de Bolívia.

## Descripció
- Falciot de mida mitjana, amb 12,7-13.5 cm de llarg, cua llarga i un pes d'uns 20 g.
- Mascle negrós amb collar rogenc.
- Femella amb el collar rogenc incomplet o absent
- Jove semblant a la femella amb les vores de les plomes del capell vermelloses.

## Reproducció
Construeixen el niu amb fang i matèria vegetal sobre una parets verticals, en llocs ombrívols prop de l'aigua, coma ara coves o sota un pont. Ponen dos ous blancs que coven durant 23 dies. Després de l'eclosió ambdós pares curen les cries uns quaranta dies.

## Alimentació
Com altres falciots s'alimenten en vol amb insectes, especialment formigues voladores, que obtenen sovint a una major alçada que altres falciots.

## Taxonomia
Tradicionalment inclòs en el gènere Cypseloides, és inclòs a Streptoprocne arran els treballs de Marín i Stiles 1992

S'han descrit tres subespècies:
- S. r. brunnitorques (Lafresnaye, 1844). Des del sud-est de Mèxic fins a Bolívia.
- S. r. griseifrons (Nelson, 1900). Oest de Mèxic.
- S. r. rutila (Vieillot, 1817). Veneçuela, Guyana i Trinitat